# Шокът Никсън
Шокът „Никсън“ е краткото наименование на серия от икономически мерки, предприети през 1971 г. от президента на САЩ Ричард Никсън, включително едностранното отменяне на конвертируемостта на щатския долар в злато. Това слага край на съществуващата система „Бретън Удс“ за международен финансов обмен и поставя началото на ерата на свободно плаващи валути, която продължава и до днес.
Според споразумението от Бретън Удс (1944 г.) обменните курсове на основните световни валути са свързани с долара (а той – със златния стандарт), а съотношението им периодично трябва да се пригажда към стопанската производителност на съответните държави чрез ревалоризация или девалвация.
Отначало системата работи добре. Япония и Европа се възстановяват след войната и с плана „Маршал“ чужденците са насърчавани да купуват американски стоки – коли, стомана, машини. Тъй като САЩ притежават повече от половината официални златни резерви в света – 574 милиона унции в края на Втората световна война – системата изглежда стабилна.
Обаче между 1950 и 1969, с възстановяването на Германия и Япония, делът на САЩ в световното производство спада значително, от 35 на 27 процента. Нещо повече, негативният платежен баланс, растящият поради войната във Виетнам и социалните програми държавен дълг и постоянното увеличаване на паричната маса от страна на Федералния резерв довеждат до значително надценяване на долара. Тъй като от една страна златото се търгува свободно на пазара, а от друга страна доларът е с фиксирано златно покритие при цена 35 долара за унция, когато цената на златото расте, става по-изгодно да се обменят долари срещу злато, което да се търгува на пазара (т.нар. златен прозорец на английски: gold window). Тази търговия води до постепенно намаляване на златните запаси, което достига кулминацията си през март 1968, когато се срива т.нар. London Gold Pool (обединение на редица централни банки от САЩ и Европа с цел да запазят цената на златото с намеса на стоковия пазар) Така към 1971 г., златните запаси на Америка спадат до 10 милиарда долара, което представлява половината от запасите през 1960 г., а паричната маса се увеличава с 10%.
През май 1971, Западна Германия първа нарушава споразумението от Бретън Удс, като отказва да девалвира германската марка, за да подпомогне долара. Този ход е благоприятен за немската икономика, но доларът спада със 7,5% спрямо марката. Други страни започват да искат обмяна на своите долари срещу злато, например Швейцария осребрява 50 милиона долара през юли, а Франция закупува злато на стойност 191 милиона долара.
В усилието си да спре атаките срещу долара, да стабилизира американската икономика и да намали безработицата и инфлацията президентът Никсън предприема консултации с тогавашния председател на Федералния резерв Артър Бърнс, бъдещия министър на финансите Джон Конъли и заместник-министъра по международни финанси и бъдещ председател на Фед Пол Волкър. Взето е решение САЩ да нарушат споразумението от Бретън Удс и да прекратят конвертируемостта на долара в злато. Планът Никсън-Конъли предвижда също да се замразят цените и заплатите за 90 дни, за да се предотвратят потенциалните инфлационни ефекти и да се обложат вносните стоки с 10%.
Интересното е, че на фона на всички тези драстични мерки малцина коментатори забелязват затварянето на златния прозорец. Никсън и Конъли успяват да убедят американците, че това е хитър ход срещу чуждите спекуланти. Според Льовенщайн „Конъли блестящо представя програмата така, че Америка поема отговорност за световните финанси, а не че нарушава ангажимента си към златния стандарт. Той превръща срива на долара, който би изглеждал позорен, в момент на високомерно тържествуване.“